# Worst (манґа)
Worst (яп. ワースト, Wāsuto, укр. Покидьки) — японська серія манґи про злочинців, написана та проілюстрована Хіросі Такахасі. Вона має той самий сюжет, що й попередні манґи Такахасі Crows та QP, і розповідає про групу хлопчиків-підлітків, які пробивають собі шлях через сумнозвісну середню школу Судзуран.
Манґа була вперше опублікована Monthly Shōnen Champion у 2001 році. 6 липня 2013 вийшла остання глава манґи. Серія була зібрана у тридцять три томи.
Хіроcі Такахаcі також випустив Worst Gaiden, коротку збірку побічних історій для серії Worst.
Тираж «Worst» розійшовся накладом понад 46 мільйонів примірників.

## Сюжет
Хана Цукісіма — сільський хлопець, який нещодавно переїхав до міста. Він хороший хлопець, нехитрий і чесний, але водночас дуже сильний. Його мета — стати лідером школи Судзуран. Він і його друзі стикаються і борються з багатьма іншими бандами і школами-суперниками, які керуються клановою логікою та ієрархією сили.

## Сприйняття
Станом на 15 січня 2012 року 28-й том було продано накладом понад 200 000 примірників.